# Lijst van webspinners
Deze lijst van webspinners bevat alle beschreven soorten webspinners (Embioptera).
- Acrosembia lichenophila Ross, 2006
- Acrosembia scotti Ross, 2006
- Ambonembia adspersa (Enderlein, 1909)
- Ambonembia amazonica (Ross, 2001)
- Ambonembia incae Ross, 2001
- Ambonembia surinamensis (Ross, 1944)
- Andesembia banosae Ross, 2003
- Andesembia calinae Ross, 2003
- Andesembia cuencae Ross, 2003
- Andesembia incompta Ross, 2003
- Andesembia lojae Ross, 2003
- Andesembia popayanae Ross, 2003
- Anisembia texana (Melander, 1902)
- Antipaluria aequicercata Enderlein, 1912
- Antipaluria caribbeana Ross, 1987
- Antipaluria intermedia (Davis, 1939)
- Antipaluria marginata Ross, 1987
- Antipaluria panamensis Ross, 1987
- Antipaluria silvestris Ross, 1987
- Antipaluria urichi (Saussure, 1896)
- Aporembia sturmi Ross, 2003
- Aposthonia borneensis (Hagen, 1885)
- Aposthonia ceylonica (Enderlein, 1912)
- Aposthonia hainanensis Lu, 1990
- Aposthonia himalayensis (Kapur & Kripalanti, 1957)
- Aposthonia jacobsoni (Silvestri, 1912)
- Aposthonia japonica (Okajima, 1926)
- Aposthonia josephi (Bradoo, 1971)
- Aposthonia maerens (Roepke, 1919)
- Aposthonia micronesiae (Ross, 1955)
- Aposthonia minuscula (Enderlein, 1912)
- Aposthonia oceania (Ross, 1951)
- Apterembia capensis (Esben-Petersen, 1920)
- Apterembia cercocyrta (Krauss, 1911)
- Apterembia rimskyi (Davis, 1939)
- Arabembia arida Ross, 2006
- Arabembia biarmata Ross, 1981
- Arabembia pakistanae Ross, 2006
- Archembia bahia Ross, 2001
- Archembia batesi (MacLachlan, 1877)
- Archembia dilata Ross, 2001
- Archembia kotzbaueri (Navas, 1925)
- Archembia paranae Ross, 2001
- Australembia incompta Ross, 1963
- Australembia rileyi (Davis, 1940)
- Badkhyzembia krivokhatskyi Gorochov & Anisyutkin, 2006
- Berlandembia berlandi (Navás, 1922)
- Berlandembia errans (Davis, 1939)
- Biguembia cocum Szumik, 1998
- Biguembia copo Szumik, 1998
- Biguembia obscura (Ross, 2001)
- Brasilembia beckeri Ross, 2003
- Bryonembia amplialata Ross, 2003
- Bulbocerca fulva Ross, 1984
- Bulbocerca minuta Ross, 2003
- Bulbocerca nigra Ross, 2003
- Bulbocerca sini (Chamberlin, 1923)
- Bulbosembia thailandica Ross, 2007
- Calamoclostes albistriolatus Enderlein, 1909
- Calamoclostes auriceps Ross, 2001
- Calamoclostes gurneyi Ross, 1944
- Calamoclostes micropterus Ross, 2001
- Calamoclostes oculeus Ross, 2001
- Calamoclostes silvestris Ross, 2001
- Chelicerca acuta Ross, 2003
- Chelicerca albitarsa Ross, 2003
- Chelicerca alpina Ross, 2003
- Chelicerca amatitlana Ross, 2003
- Chelicerca andesina Ross, 2003
- Chelicerca auricollis Ross, 1992
- Chelicerca brunneicollis Ross, 1992
- Chelicerca chamelaensis Mariño & Márquez, 1982
- Chelicerca chamulae Ross, 2003
- Chelicerca dampfi Ross, 1944
- Chelicerca davisi (Ross, 1940)
- Chelicerca esteli Ross, 2003
- Chelicerca galapagensis Ross, 1966
- Chelicerca guatemalae Ross, 2003
- Chelicerca guerreroa Ross, 2003
- Chelicerca heymonsi (  Enderlein, 1912)
- Chelicerca inbio Ross, 2003
- Chelicerca jaliscoa Ross, 1984
- Chelicerca loma Ross, 2003
- Chelicerca lutea Ross, 2003
- Chelicerca matagalpae Ross, 2003
- Chelicerca maxima Ross, 1984
- Chelicerca maya Ross, 2003
- Chelicerca microspina Ross, 1992
- Chelicerca minuta (  Ross, 1944)
- Chelicerca montazul Ross, 2003
- Chelicerca monticola Ross, 2003
- Chelicerca nimba Ross, 2003
- Chelicerca nodulosa Ross, 1944
- Chelicerca paraisoa Ross, 2003
- Chelicerca rioensis Ross, 2003
- Chelicerca rondonia Ross, 2003
- Chelicerca semilutea Ross, 2003
- Chelicerca semirubra Ross, 2003
- Chelicerca spathula Ross, 2003
- Chelicerca spiculata Ross, 2003
- Chelicerca spinosa Ross, 1984
- Chelicerca tantilla Ross, 2003
- Chelicerca trica Ross, 2003
- Chelicerca villaneillya Ross, 2003
- Chelicerca wheeleri (Melander, 1902)
- Chelicerca yojoa Ross, 2003
- Chirembia alomatae Ross, 2006
- Chirembia arusi Ross, 2006
- Chirembia baringoa Ross, 2006
- Chirembia bourgi (Navás, 1923)
- Chirembia leechi Ross, 2006
- Chirembia massawae Ross, 2006
- Chirembia micropallida Ross, 2006
- Chirembia sulcata (Navás, 1923)
- Chirembia xanthocera (Navás, 1930)
- Chirembia yemenae Ross, 2006
- Chorisembia howdeni Ross, 2003
- Chromatoclothoda albicauda Ross, 1987
- Chromatoclothoda aurata Ross, 1987
- Chromatoclothoda elegantula Ross, 1987
- Chromatoclothoda nana Ross, 1987
- Chromatoclothoda nigricauda Ross, 1987
- Cleomia guareschii Stefani, 1953
- Clothoda longicauda Ross, 1987
- Clothoda nobilis (Gerstäcker, 1888)
- Condylopalma agilis Sundevall, 1847
- Conicercembia tepicensis Ross, 1984
- Cryptembia amazonica Ross, 2003
- Cryptembia anandra Ross, 2003
- Cryptembia caprilesi Ross, 2003
- Cryptembia fusca Ross, 2003
- Cryptembia macoae Ross, 2003
- Cryptembia manauara Ross, 2003
- Cryptembia multicolor Ross, 2003
- Cryptembia paraense Ross, 2003
- Cryptembia rondonia Ross, 2003
- Cryptoclothoda spinula Ross, 1987
- Dactylocerca ashworthi Ross, 1984
- Dactylocerca chihuahuae Ross, 2003
- Dactylocerca durangoa Ross, 2003
- Dactylocerca ferruginea Ross, 2003
- Dactylocerca flavicollis Ross, 1984
- Dactylocerca multispiculata Ross, 1984
- Dactylocerca parva Ross, 2003
- Dactylocerca rubra (Ross, 1940)
- Dactylocerca sancarlosa Ross, 2003
- Dactylocerca sonorae Ross, 2003
- Dactylocerca xanthosoma Ross, 2003
- Dihybocercus basilewskyi Ross, 1957
- Dihybocercus confusus Davis, 1939
- Dihybocercus fibulatoria Enderlein, 1912
- Dihybocercus lunaris Navás, 1926
- Dihybocercus nigra Ross, 1956
- Dihybocercus rhodesiae Davis, 1939
- Dihybocercus severini Enderlein, 1912
- Dinembia ferruginea Davis, 1939
- Diradius caribbean (Ross, 1944)
- Diradius chiapae (Ross, 1944)
- Diradius diversilobus Ross, 1984
- Diradius emarginatus (Ross, 1944)
- Diradius erba Szumik, 1991
- Diradius excisa (Ross, 1944)
- Diradius fairchildi Ross, 1992
- Diradius jalapae (Ross, 1944)
- Diradius lobatus (Ross, 1944)
- Diradius nouges Szumik, 2001
- Diradius pacificus (Ross, 1940)
- Diradius pallidus Ross, 1984
- Diradius pusillus Friederichs, 1934
- Diradius uxpanapaensis (Mariño & Márquez, 1982)
- Diradius vandykei (Ross, 1944)
- Dolonembia tapirapae Ross, 2001
- Donaconethis abyssinica Enderlein, 1909
- Donaconethis ehrenbergi Enderlein, 1909
- Ectyphocerca aureata Ross, 2003
- Ecuadembia arida (Ross, 2001)
- Embia adenensis Ross, 1981
- Embia aethiopicorum Karsch, 1900
- Embia algerica (Navás, 1930)
- Embia alomatae Ross, 2006
- Embia amadorae Ross, 1966
- Embia asmarae Ross, 2006
- Embia attenuata Ross, 1966
- Embia biroi Krauss, 1911
- Embia brevispina Ross, 2006
- Embia camerunensis Verhoeff, 1904
- Embia chudeaui Navás, 1922
- Embia collariger Enderlein, 1909
- Embia contorta Ross, 1966
- Embia conula Ross, 2006
- Embia cynthiae Fontana, 2002
- Embia dissimilis Rimsky-Korsakov, 1924
- Embia dobhali Ross, 1950
- Embia femoralis Navás, 1931
- Embia femorata Navás, 1916
- Embia fuentei Navás, 1918
- Embia gaillardi Navás, 1922
- Embia girolamii Fontana, 2001
- Embia gromieri Navás, 1934
- Embia klugi Rambur, 1842
- Embia koltzbaueri Navás, 1925
- Embia kraussi Enderlein, 1912
- Embia larachensis Ross, 1966
- Embia lecerfi Ross, 1966
- Embia lesnei Ross, 1966
- Embia lucasi Ross, 1966
- Embia luridiceps Enderlein, 1912
- Embia major Imms, 1913
- Embia maroccana Ross, 1966
- Embia mauritanica Lucas, 1849
- Embia minor Mukerji, 1927
- Embia mulleri Hagen, 1885
- Embia nigriceps Ross, 2006
- Embia nigrula Ross, 1981
- Embia nuragica Stefani, 1953
- Embia pallida Ross, 1951
- Embia piquetana Navás, 1919
- Embia rabaulti Navás, 1934
- Embia ramburi Rimsky-Korsakov, 1905
- Embia ramosa Navás, 1923
- Embia ruficapilla (Burmeister, 1839)
- Embia sabulosa (Enderlein, 1908)
- Embia savignyi Westwood, 1837
- Embia shoa Ross, 2006
- Embia silvestrii Davis, 1940
- Embia sinai Ross, 2006
- Embia sinuosa Ross, 1966
- Embia sjostedti Silvestri, 1908
- Embia smaeleni Navás, 1923
- Embia socia Navás, 1929
- Embia surcoufi Navás, 1933
- Embia tartara Saussure, 1896
- Embia tyrrhenica Stefani, 1953
- Embia vayssierei Navás, 1934
- Embolyntha brasiliensis (Gray, 1832)
- Embolyntha guyana (Ross, 2001)
- Embonycha interrupta Navás, 1917
- Enveja bequaerti Navás, 1916
- Eosembia aequicercata Ross, 2007
- Eosembia apterosa Poolprasert & Edgerly, 2011
- Eosembia auripecta Ross, 2007
- Eosembia lamunae Poolprasert, Sitthicharoenchai, Lekprayoon & Butcher, 2011
- Eosembia laotica Ross, 2007
- Eosembia malaya Ross, 2007
- Eosembia myanmara Ross, 2007
- Eosembia nepalica Ross, 2007
- Eosembia paradorni Poolprasert, Sitthicharoenchai, Lekprayoon & Butcher, 2011
- Eosembia spatha Ross, 2007
- Eosembia thoracica (Davis, 1940)
- Eosembia varians (Navás, 1922)
- Exochosembia cavagnaroi Ross, 2003
- Exochosembia unicolor Ross, 2003
- Gibocercus (Amazonembia) flavipes Ross, 2001
- Gibocercus (Amazonembia) nanai Szumik, 1998
- Gibocercus (Amazonembia) napoa Ross, 2001
- Gibocercus (Amazonembia) sandrae Ross, 2001
- Gibocercus (Gibocercus) beni Szumik, 1998
- Gibocercus (Gibocercus) chaco Szumik, 1998
- Gibocercus (Gibocercus) magnus Ross, 2001
- Gibocercus (Gibocercus) peruvianus Ross, 2001
- Gibocercus (Gibocercus) urucumi Szumik, 1998
- Glyphembia guatemalae Ross, 2003
- Glyphembia teapae Ross, 2003
- Haploembia clypeata Navás, 1923
- Haploembia collaris Navás, 1923
- Haploembia megacephala Krauss, 1911
- Haploembia neosolieri Mariño & Márquez, 1983
- Haploembia palaui Stefani, 1955
- Haploembia solieri (Rambur, 1842)
- Haploembia tarsalis (Ross, 1940)
- Haploembia verhoeffi Friederichs, 1907
- Isosembia aequalis (Ross, 1944)
- Leptembia erythreae Ross, 2006
- Leptembia hamifera Krauss, 1911
- Litosembia oligembioides Ross, 2001
- Lobosembia mandibulata Ross, 2007
- Machadoembia angolica Ross, 1952
- Machadoembia arcuata Ross, 1988
- Malacosembia tucumana Ross, 2001
- Malacosembia yungae Ross, 2001
- Mesembia catemacoa Ross, 1984
- Mesembia chamulae Ross, 1984
- Mesembia haitiana Ross, 1940
- Mesembia hospes (Myers, 1928)
- Mesembia juarenzis Mariño & Márquez, 1984
- Mesembia neovenosa Mariño & Márquez, 1994
- Mesembia pico Ross, 2003
- Mesembia venosa (Banks, 1924)
- Metembia ferox Davis, 1939
- Metembia fraterna Ross, 1950
- Metoligotoma anomala Davis, 1938
- Metoligotoma begae Davis, 1938
- Metoligotoma bidens Davis, 1938
- Metoligotoma brevispina Davis, 1938
- Metoligotoma collina Davis, 1938
- Metoligotoma convergens Davis, 1938
- Metoligotoma extorris Davis, 1936
- Metoligotoma illawarrae Davis, 1938
- Metoligotoma ingens Davis, 1936
- Metoligotoma intermedia Davis, 1938
- Metoligotoma minima Davis, 1938
- Metoligotoma pentanesiana Davis, 1936
- Metoligotoma pugionifer Davis, 1938
- Metoligotoma reducta Davis, 1936
- Metoligotoma rooksi Miller & Edgerly, 2008
- Metoligotoma tasmanica Davis, 1938
- Microembia rugosifrons Ross, 1944
- Neorhagadochir (Drepanembia) salvini (MacLachlan, 1877)
- Neorhagadochir (Neorhagadochir) inflata Ross, 1944
- Neorhagadochir (Neorhagadochir) moreliensis (Ross, 1984)
- Notoligotoma hardyi (Friederichs, 1914)
- Notoligotoma nitens Davis, 1936
- Ochrembia wagneri (Navás, 1924)
- Odontembia spinosa (Navás, 1931)
- Oedembia burmana Ross, 2007
- Oedembia dilatamenta Ross, 2007
- Oligembia arbol Szumik, 2001
- Oligembia armata Ross, 1944
- Oligembia bicolor Ross, 1944
- Oligembia brevicauda Ross, 1940
- Oligembia buscki Ross, 1944
- Oligembia capensis Ross, 1984
- Oligembia capote Szumik, 2001
- Oligembia convergens Ross, 1992
- Oligembia cristobalensis Mariño & Márquez, 1982
- Oligembia darlingtoni Ross, 1944
- Oligembia gigantea Ross, 1944
- Oligembia hubbardi (Hagen, 1885)
- Oligembia intricata Davis, 1942
- Oligembia mandibulata Ross, 1992
- Oligembia melanura Ross, 1944
- Oligembia mini Szumik, 1991
- Oligembia nigrina Ross, 1944
- Oligembia oligotomoides (Enderlein, 1912)
- Oligembia pacifica Ross, 1940
- Oligembia peruviana Ross, 1944
- Oligembia plaumanni Ross, 1944
- Oligembia quadriceps Ross, 1992
- Oligembia rossi Davis, 1939
- Oligembia scalpta Ross, 1992
- Oligembia unicolor Ross, 1944
- Oligembia versicolor Ross, 1972
- Oligitoma ubicki Ross, 2007
- Oligotoma albertisi Navás, 1930
- Oligotoma annandalei Kapur & Kripalani, 1957
- Oligotoma approximans Davis, 1938
- Oligotoma asymmetrica Menon & George, 1936
- Oligotoma aurea Ross, 1948
- Oligotoma brunnea Ross, 1948
- Oligotoma burmana Ross, 2007
- Oligotoma davisi Ross, 1948
- Oligotoma dharwariana Bradoo, 1971
- Oligotoma dichroa Navás, 1934
- Oligotoma falcis Ross, 1943
- Oligotoma glauerti (Tillyard, 1923)
- Oligotoma gravelyi Kapur_&_Kripalani, 1957
- Oligotoma greeniana Enderlein, 1912
- Oligotoma gurneyi (Froggatt, 1904)
- Oligotoma hollandia Ross, 1948
- Oligotoma hova (Saussure, 1896)
- Oligotoma humbertiana (Saussure, 1896)
- Oligotoma inaequalis Banks, 1924
- Oligotoma insularis McLachlan, 1877
- Oligotoma mandibulata Ross, 1948
- Oligotoma maritima Ross, 1948
- Oligotoma masi Navás, 1923
- Oligotoma michaeli McLachlan, 1877
- Oligotoma minuta Mukerji, 1930
- Oligotoma montana Kapur & Kripalani, 1957
- Oligotoma nana Roepke, 1919
- Oligotoma nigra (Hagen, 1866)
- Oligotoma oculata Ross, 1948
- Oligotoma pruthii Kapur & Kripalani, 1957
- Oligotoma saundersii (Westwood, 1837)
- Oligotoma scottiana Enderlein, 1910
- Oligotoma termitophila Wasmann, 1904
- Oligotoma tillyardi (Davis, 1936)
- Oncosembia biarmata Ross, 2003
- Pachylembia chapalae Ross, 1984
- Pachylembia taxcoensis Ross, 1984
- Pachylembia unicincta Ross, 1984
- Paedembia afghanica Ross, 2006
- Parachirembia apicata (Silvestri, 1921)
- Parachirembia brunnea Ross, 1951
- Pararhagadochir balteata Ross, 1972
- Pararhagadochir bicingillata (Enderlein, 1909)
- Pararhagadochir birabeni (Navás, 1918)
- Pararhagadochir christae Ross, 1972
- Pararhagadochir confusa Ross, 1944
- Pararhagadochir flavicollis (Enderlein, 1909)
- Pararhagadochir schadei Ross, 1944
- Pararhagadochir surinamensis Ross, 1944
- Pararhagadochir tenuis (Enderlein, 1909)
- Pararhagadochir trachelia (Navás, 1915)
- Pararhagadochir trinitatis (Saussure, 1896)
- Parembia persica (McLachlan, 1877)
- Parembia valida (Hagen, 1885)
- Paroligembia angolica Ross, 1952
- Paroligembia ethiopica Ross, 2006
- Parthenembia reclusa Ross, 1960
- Pelorembia tumidiceps Ross, 1984
- Phallosembia andina Ross, 2003
- Platyembia tessellata Ross, 2003
- Pogonembia motaguae Ross, 2003
- Pogonembia neovenosa Ross, 2003
- Pseudembia flava (Ross, 1943)
- Pseudembia immsi (Davis, 1939)
- Pseudembia paradoxa Davis, 1939
- Pseudembia setosa Ross, 1950
- Pseudembia simplex Ross, 1950
- Pseudembia truncata Davis, 1939
- Ptilocerembia roepkei Friederichs, 1923
- Rhagadochir beauxii Davis,
- Rhagadochir carpenteri Davis, 1940
- Rhagadochir malkini Ross, 1952
- Rhagadochir vilhenai Ross, 1952
- Rhagadochir virgo (Ross, 1960)
- Rhagadochir vossleri (Enderlein, 1909)
- Saussurembia albicauda Ross, 1992
- Saussurembia calypso Edgerly, Szumik & McCreedy, 2007
- Saussurembia davisi Ross, 1992
- Saussurembia ruficollis (Saussure, 1896)
- Saussurembia symmetrica Ross, 1944
- Schizembia bryophila Ross, 2003
- Schizembia callani Ross, 1944
- Schizembia colombiana Ross, 2003
- Schizembia grandis Ross, 1944
- Schizembia guanare Ross, 2003
- Schizembia hirsuta Ross, 2003
- Scolembia celata Ross, 2003
- Scolembia penai Ross, 2003
- Stenembia exigua Ross, 1972
- Stenembia perenensis Ross, 1972
- Teratembia argentina (Navas, 1918)
- Teratembia banksi (Davis, 1939)
- Teratembia geniculata Krauss, 1911
- Teratembia producta (Ross, 1944)
- Xiphosembia amapae Ross, 2001